# Zucchero Bencivenni
Zucchero Bencivenni (Firenze, XIV secolo – ...) è stato un notaio e letterato italiano.

## Opere
Operò tra il 1300 e il 1313 come autore di vari volgarizzamenti (traduzioni in volgare italiano) delle seguenti opere:
- Régime du corps di Aldobrandino da Siena
- Somme le Roi di Lorenzo dei Predicatori
- Sfera d'Alfragano versione del Tractatus de Sphaera di Giovanni Sacrobosco
- Liber medicinalis Almansoris del medico arabo al-Rhazi
- Thesaurus Pauperum di Pietro Ispano
- Il lapidario di Marbodo da Rennes